# Mount Horn (Grenada)
Der Mount Horn ist ein Ausläufer von Mount Saint Catherine, ein Schichtvulkan mit einer Höhe von 73 m, auf der karibischen Insel Grenada. Er ist ein Lavadom, welcher direkt neben der Landebahn des ehemaligen Flughafen Grenada-Pearls bei Upper Pearls aufragt.